# Antonio León Ortega
Antonio León Ortega (Ayamonte, 7 dicembre 1907 – Huelva, 9 gennaio 1991) è stato uno scultore spagnolo. Di scuola madrilena, sviluppò uno stile personale nella scultura sacra andalusa del XX secolo.

## Biografia
Antonio León Ortega nasce nella provincia di Huelva il 7 dicembre 1907. Poco più che bambino dimostra una profonda passione e una naturale predisposizione per la scultura, realizzando le prime opere da autodidatta. Anni dopo, quando le mostra a Mariano Benlliure, il maestro le elogia come opere di uno scultore maturo.
León Ortega studia a Madrid dal 1927 al 1934, frequentando i corsi di scultura e il professorato di disegno della Scuola di Belle Arti di San Fernando. Fra i suoi maestri si ricordano Mariano Benlliure, José Capuz, Manuel Benedito e Juan Adsuara, con cui lavorerà lungo una fase della sua produzione. In questi anni assimila anche la scultura sacra castigliana, che studia a Valladolid prendendo a modello le opere di Gregorio Fernández.
Dal 1938 León Ortega lavora a Huelva nella sua prima bottega calle San Cristóbal, che divide con il pittore Pedro Gómez. Questo laboratori diventa di fatto prima una semplice scuola d'arte, poi un vero e proprio ateneo umanistico frequentato da quasi tutti gli intellettuali che vivono o soggiornano a Huelva: poeti, medici, scrittori e giornalisti. La bottega diviene nota con il nome di Accademia di San Cristóbal.
Nel frattempo León Ortega studia la scultura sacra sivigliana attraverso l'altro suo maggior punto di riferimento, Juan Martínez Montañés. Nel 1964 trasloca in una nuova bottega in calle Medico Luís Buendía, dove resterà fino al 1985, allorché la malattia lo sottrae completamente al lavoro.
La mattina del 9 gennaio 1991, muore nella sua casa di Huelva. Viene esposto e vegliato nella Scuola d'Arte León Ortega.

## Produzione
In cinquant'anni di intensa attività, Antonio León Ortega ha realizzato oltre quattrocento opere, di piccole e grandi dimensioni, lavorando il legno, la creta, la pietra, il bronzo e altri materiali. Le opere religiose sono sviluppate da un bozzetto iniziale in argilla e vengono poi scolpite direttamente nel legno con martello e scalpello, alla maniera tradizionale della scultura sacra spagnola appresa da Capuz e Adsuara nel periodo madrileno.
León Ortega ha realizzato gran parte delle immagini sacre della Settimana Santa di Huelva, di Ayamonte e di molti altri paesi delle province di Huelva e Badajoz. Ha poi creato opere a carattere religioso e civile custodite a Siviglia, Cadice, Malaga, Cáceres, Salamanca, Madrid, in Belgio e negli Stati Uniti d'America; e molte altre di piccolo formato possedute da collezionisti privati in Spagna e in America.
Nel periodo madrileno quella di León Ortega è una scultura modernista, propria degli anni venti; esempi ne sono, fra gli altri, il Ritratto di Luna conservato al Museo Manuel Bendito e il Ritratto di Trinidad Navarro custodito ad Ayamonte.
León Ortega dà vita a una delle sculture più serie, rigorose e personali del Novecento spagnolo, e a uno stile originale facilmente riconoscibile. Scultore puro prima che d'arte sacra, realizza le sue opere migliori con i gruppi scultorei e i crocifissi. La Deposizione di Huelva è la sua opera maestra: in essa, egli riesce a coniugare la forza espressiva di Berruguete alla dolcezza andalusa del suo stile. Il Cristo del Sangue è un'opera di rara eleganza e bellezza nella scultura sacra spagnola. Realizza anche un gran numero di Madonne, dai volti carichi di contenuto dolore, preferendo la figura intera alla talla de candelero. La massima espressione di questo filone creativo si rinviene nella Madonna dell'Amore di Huelva.
Risaltano inoltre particolarmente nella produzione di León Ortega il Cristo Giacente, il Cristo del Perdono, l'Angelo della Preghiera nell'Orto, il Cristo sull'Asinello, il Gesù delle Tre Cadute, il Cristo della Vittoria, il Cristo della Chiesa della Concezione, il San Cristoforo, la Madonna delle Angosce e la Madonna degli Angeli di Huelva; la Passione, il Cristo Giacente delle Angosce, il Cristo Prigioniero, il Cristo delle Acque e la Madonna della Pace di Ayamonte; il Nazareno di Beas; il Nazareno di Moguer.
Parallelamente alla scultura, León Ortega si dedica anche all'insegnamento, impartendo lezioni di disegno e modellatura nella sua bottega, nel seminario diocesano e in quello che è il primo germe dell'odierna Scuola d'Arte León Ortega.
Come scultore si vota di preferenza all'arte sacra, non solo perché questa specialità lo attrae da sempre, ma anche perché si sente fortemente motivato dalle sue intime e salde convinzioni religiose che, unite alla sensibilità sociale, lo collocano nell'area del Cristianesimo più umanamente coinvolto. Le sue prime opere religiose hanno un sapore barocco, ma in seguito modella uno stile personalissimo tramite la depurazione del classicismo iniziale verso forme sempre più alleggerite del tratto e della decorazione. Fugge volutamente dal barocchismo, cercando una fusione tra gli stili castigliani e andalusi, che per lui significa pervenire all'essenza della scultura con il minimo materiale espressivo possibile.
Nell'ultimo lustro (lavora fin quasi agli ottant'anni) la sua produzione perde parte della potenza scultorea che la caratterizza. Realizza infatti in questo periodo opere di minor formato che richiedono uno sforzo fisico inferiore, l'ultima delle quali (il busto di madame Cazenave), pure, è un'opera maestra fine ed essenziale.
Essendo un virtuoso della modellatura e della scultura in legno, le sue immagini si caratterizzano per forza, bellezza e dolcezza.

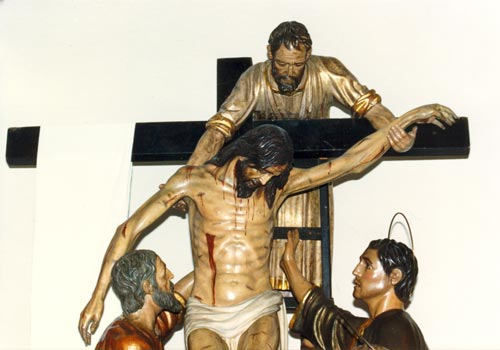
Deposizione di Huelva.
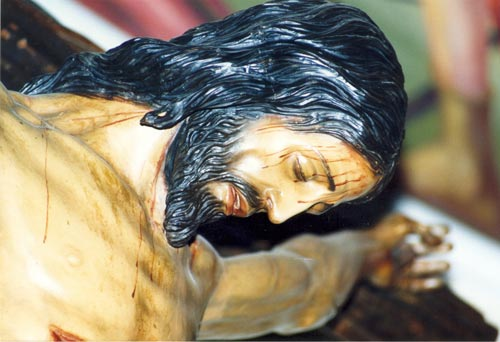
Cristo del Sangue di Huelva.
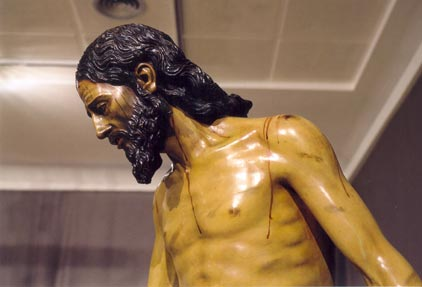
Cristo della Vittoria di Huelva.
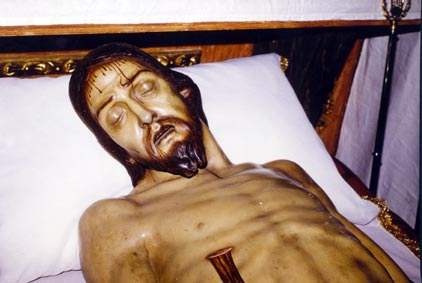
Cristo Giacente di Huelva.
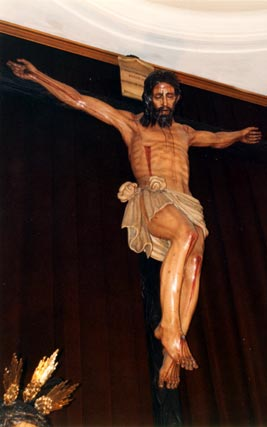
Cristo del Perdono di Huelva.
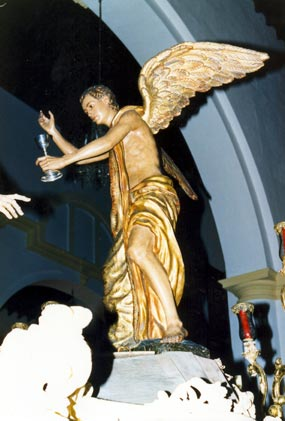
Angelo della Preghiera nell'Orto di Huelva.
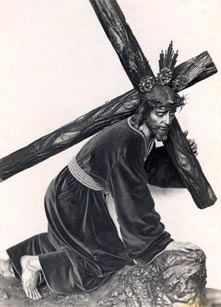
Gesù delle Tre Cadute di Huelva.
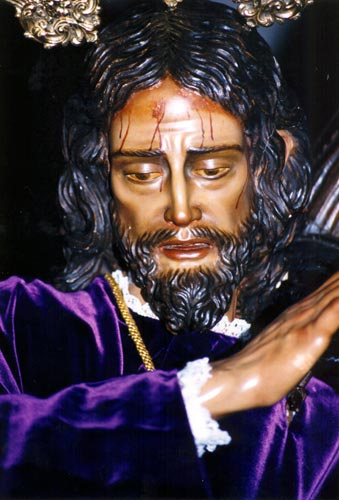
Passione di Ayamonte.
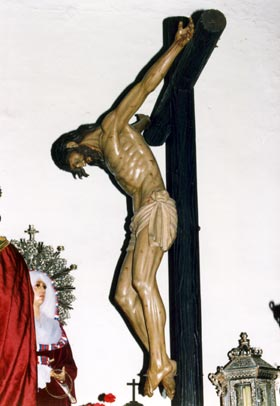
Cristo delle Acque di Ayamonte.

## Opere

### Opere pubbliche
- Monumento al beato Vicente Ramírez, Ayamonte, 1955
- Platero, Casa Museo Zenobia y Juan Ramón Jiménez, Moguer, 1963
- Monumento al pittore Pedro Gómez, Huelva, 1963
- Monumento al vescovo Pedro Cantero Cuadrado, seminario diocesano di Huelva, 1964
- Monumento ad Alonso Sánchez, Huelva, 1970
- Monumenti ai padri Juan Pérez e Antonio de Marchena, Monastero di Santa Maria de la Rábida, Palos de la Frontera, 1970
- Statua della Madonna del Nastro, Santuario de Nuestra Señora de la Cinta, Huelva, 1977
- Monumento a Martín Alonso Pinzón, Baiona, 1978
- Statue della facciata della Cattedrale della Mercede, Madonna della Mercede, San Leandro, San Walabonso, San Vincenzo e Santa Maria, Huelva, 1978
- Monumento a suor Ángela de la Cruz, Huelva, 1984
- Monumento a madame Cazenave, Huelva, 1985.

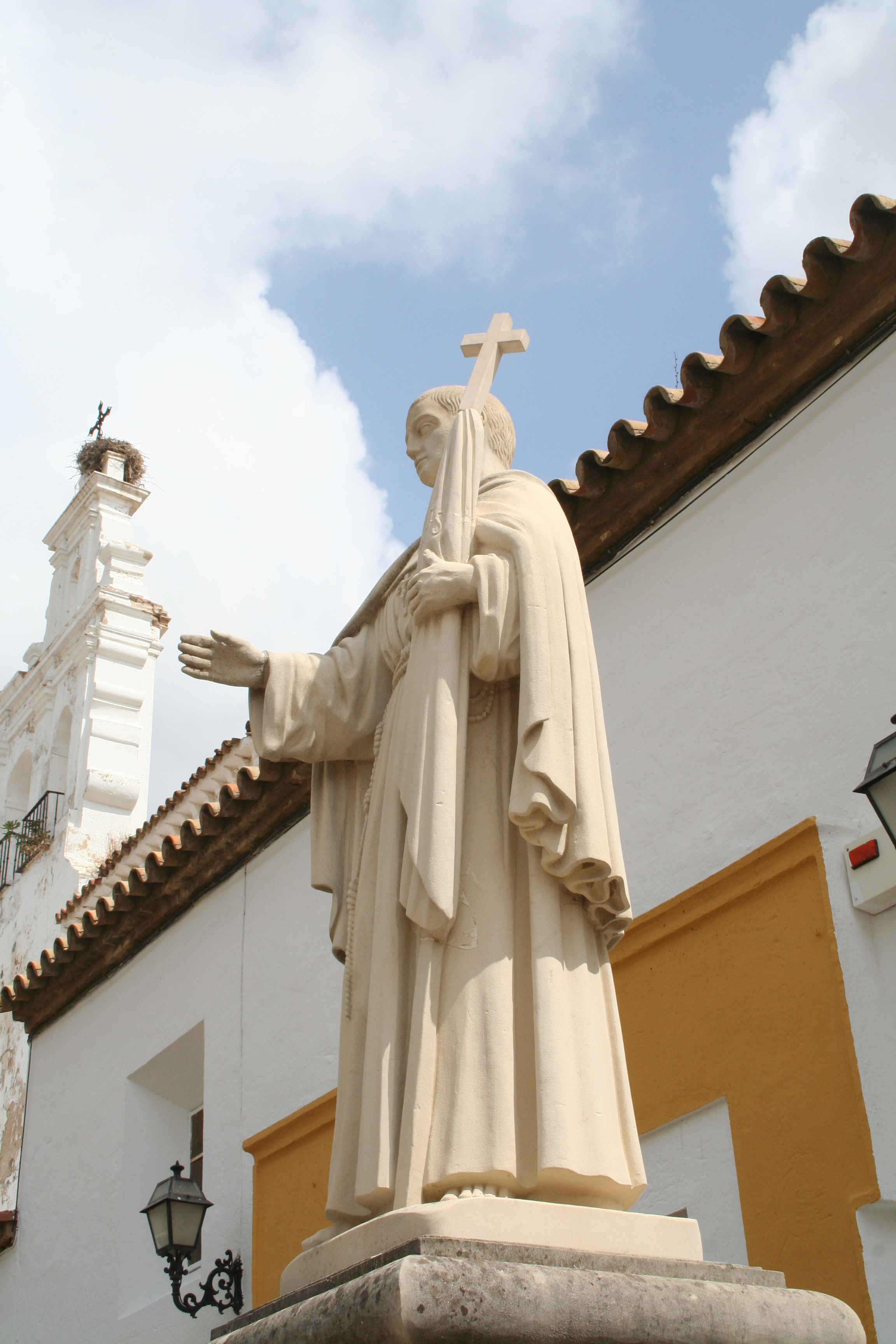
Monumento al beato Vicente Ramírez, Ayamonte.
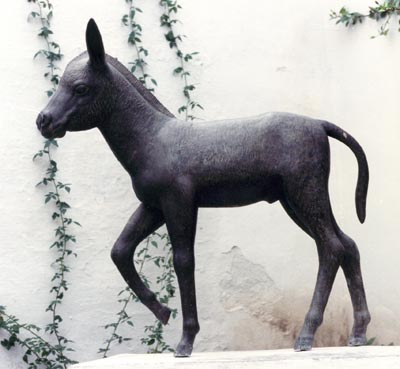
Platero, Moguer.
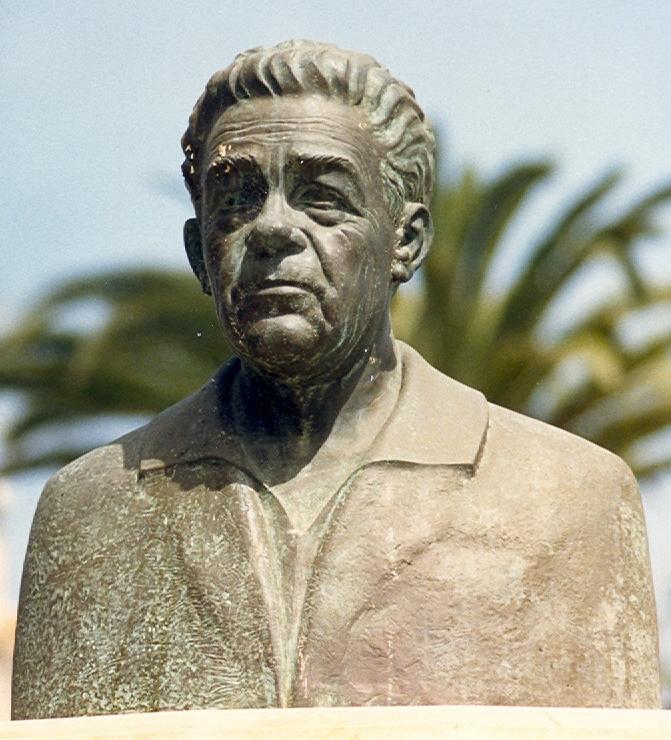
Monumento al pittore Pedro Gómez, Huelva.
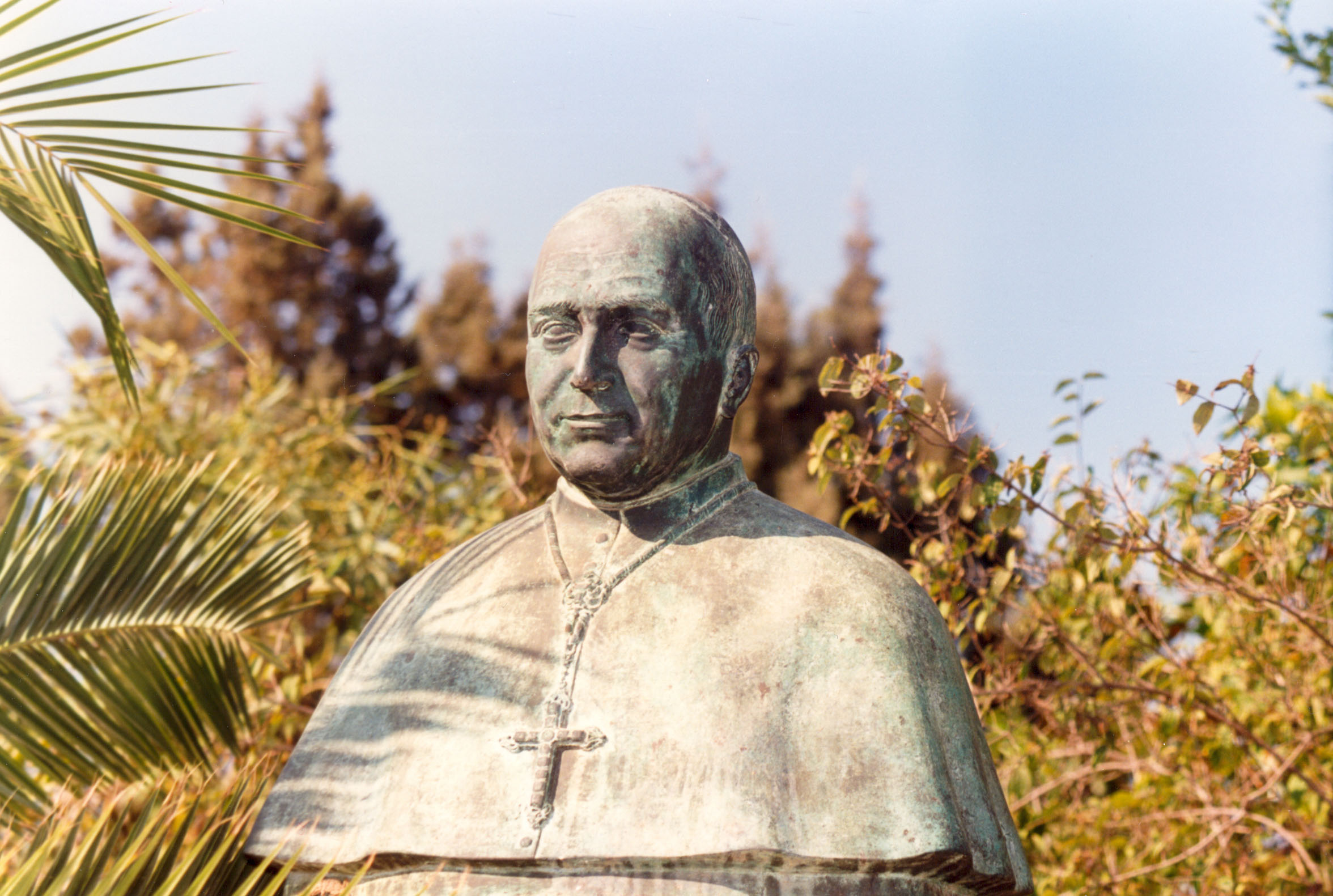
Monumento al vescovo Pedro Cantero Cuadrado, Huelva.
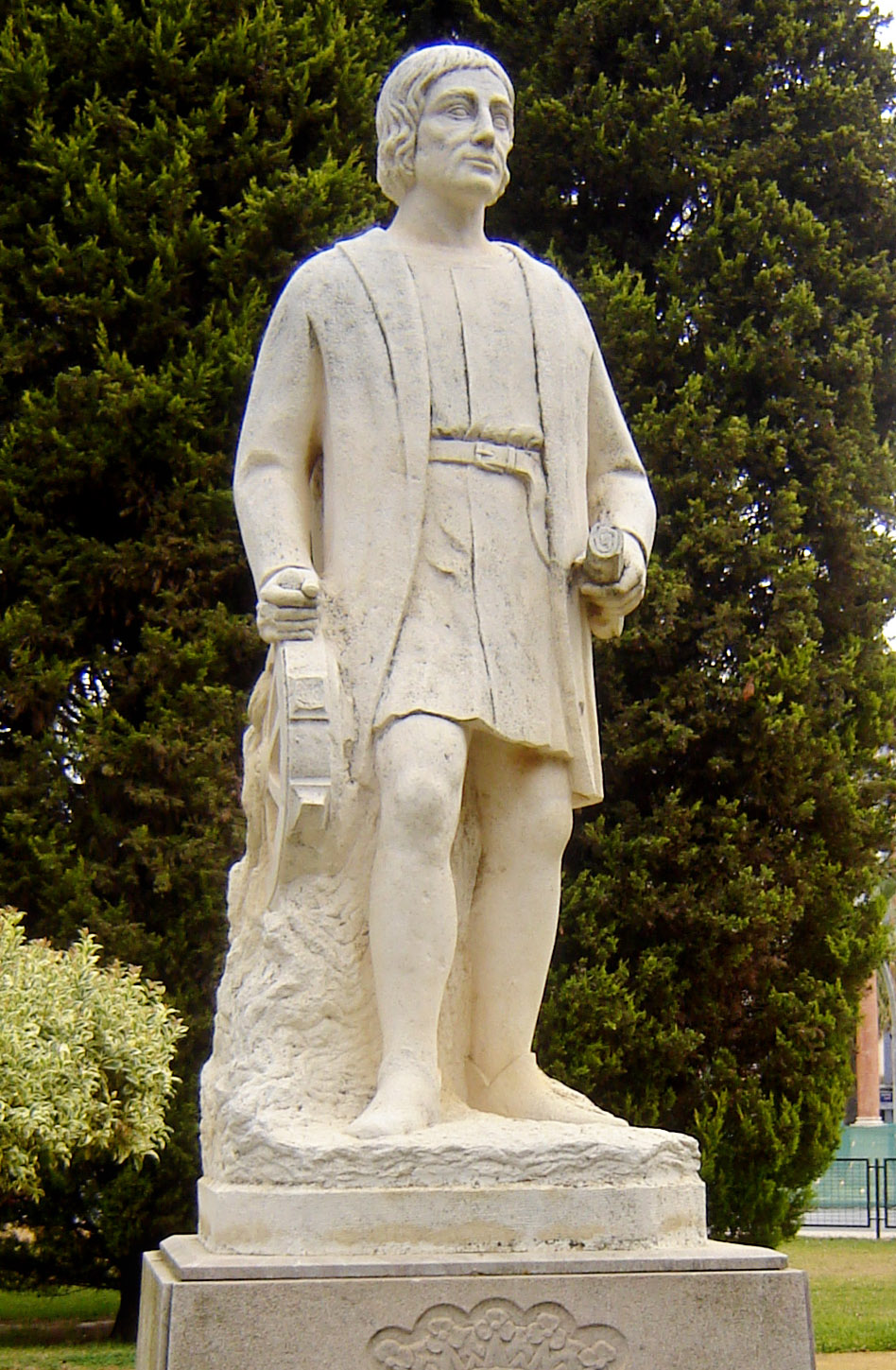
Monumento ad Alonso Sánchez, Huelva.
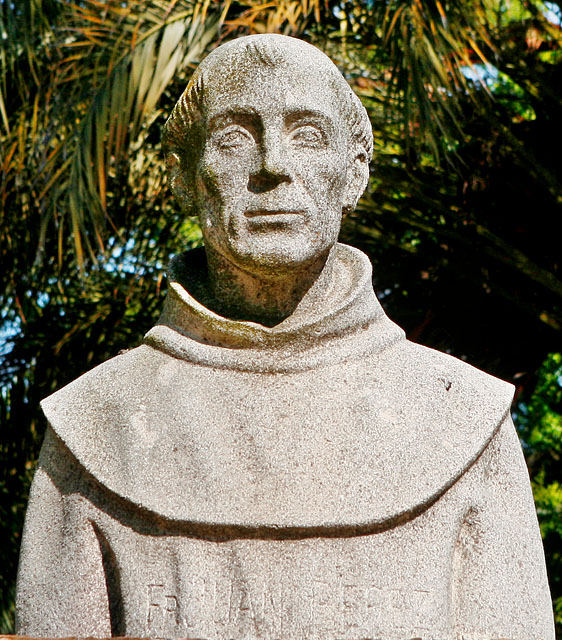
Monumento a Juan Pérez, Palos de la Frontera.
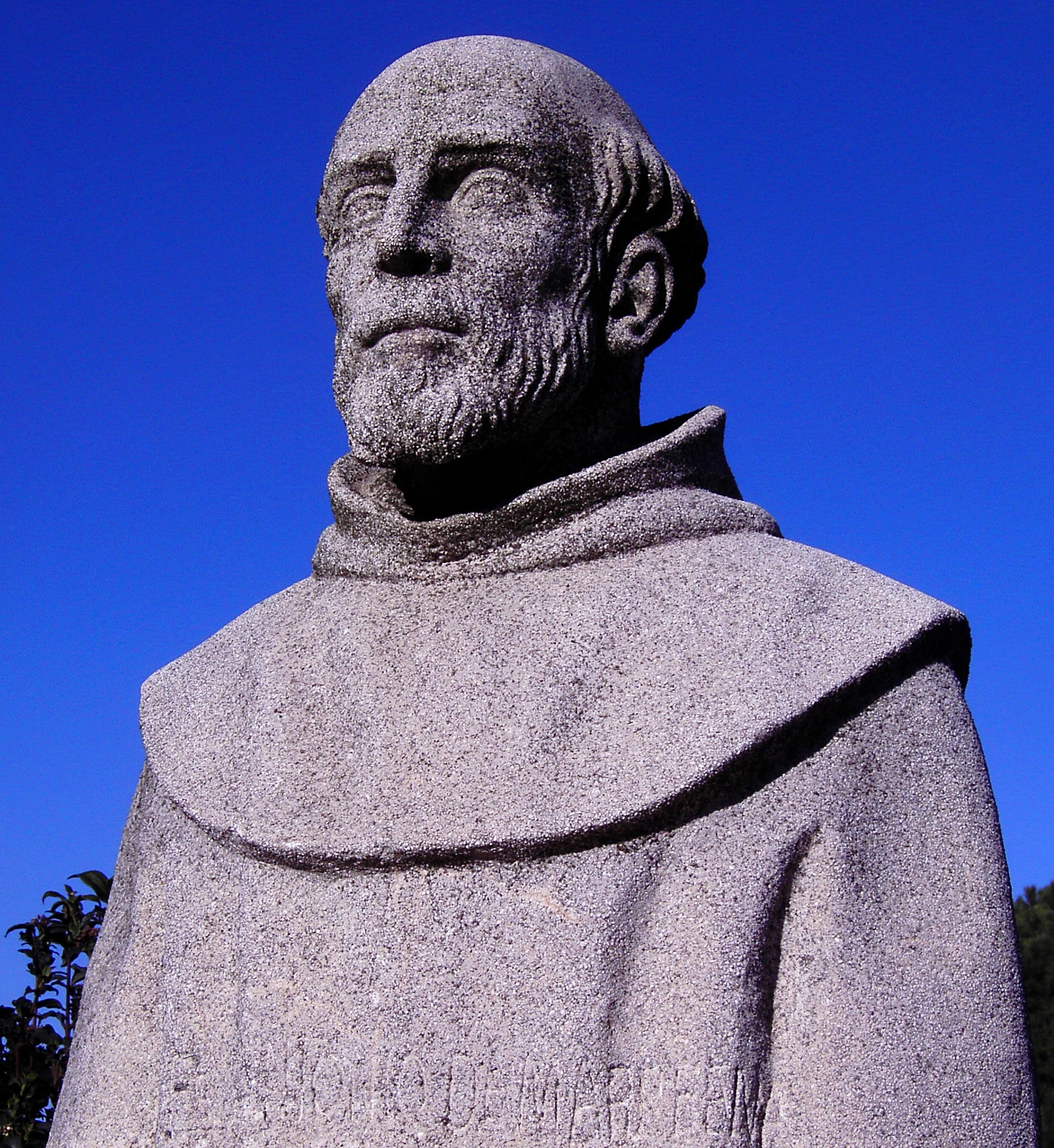
Monumento ad Antonio de Marchena, Palos de la Frontera.
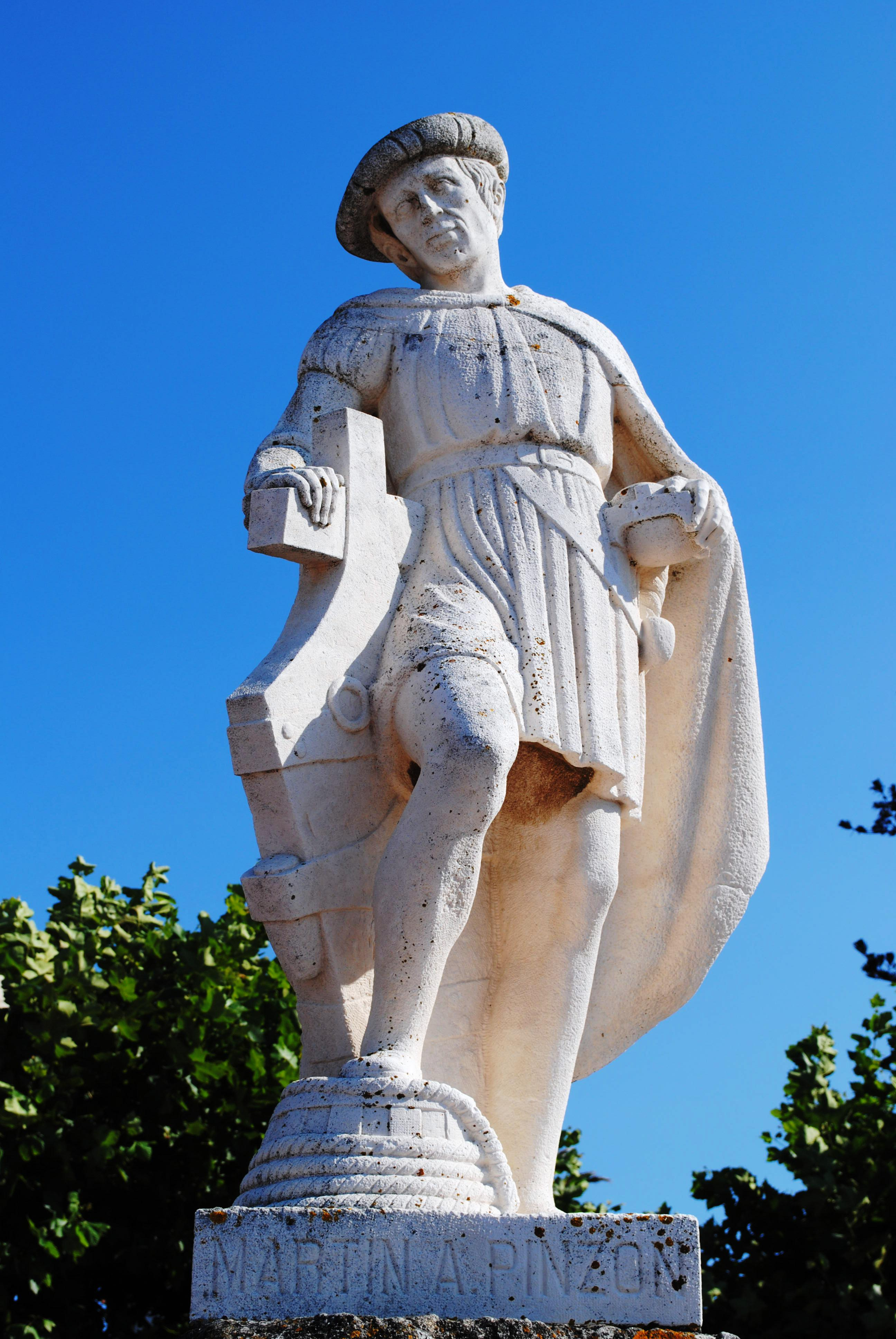
Monumento a Martín Alonso Pinzón, Baiona.
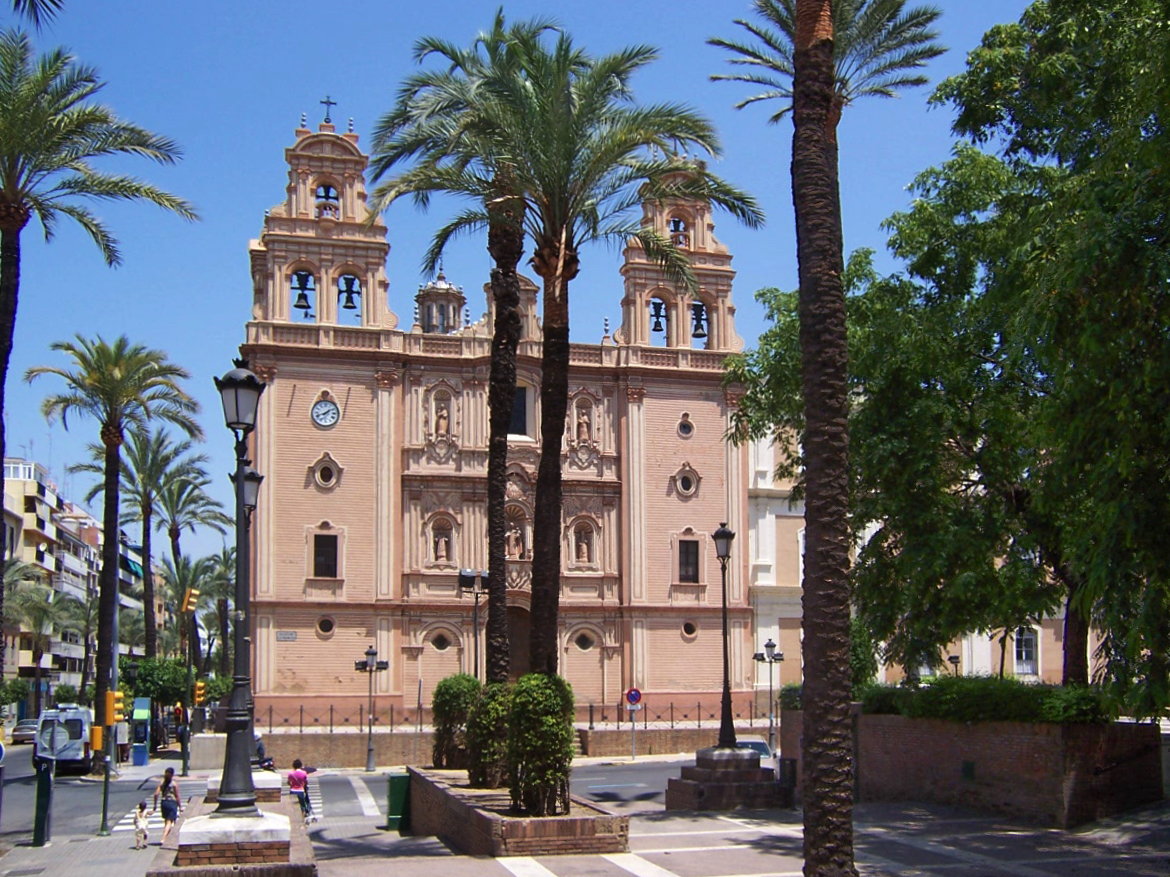
Facciata della Cattedrale della Mercede di Huelva.
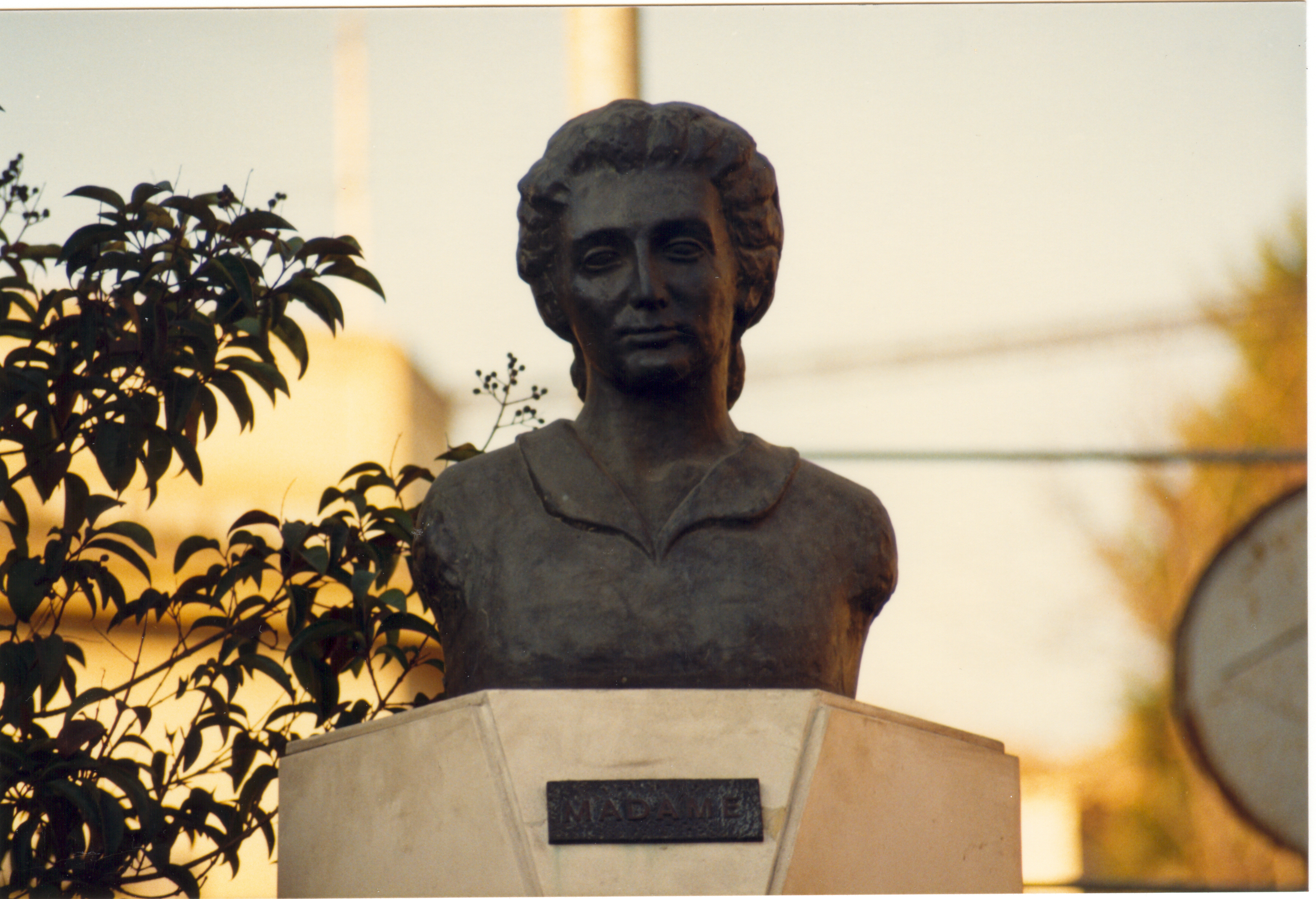
Monumento a madame Cazenave, Huelva.

### Opere ecclesiastiche e private

#### Spagna
Aljaraque (Huelva)
- Nazareno, 1940[2]
- San Sebastiano, 1944[2]
- Nostra Signora dei Rimedi, 1951[2]
- Santa Barbara, 1958[2]
- Santa Maria Regina del Mondo, 1958[2]
- Cristo Prigioniero. 1959[2]
- Madonna dei Miracoli, 1980.[3]

Almonaster la Real (Huelva)
- Cristo dell'Amore, 1948[2]
- Cristo, 1961.[4]

Alosno (Huelva)
- Cristo legato alla colonna, 1944[5]
- Evangelisti, 1944[2]
- Cristo, 1958[6]
- Immacolata, 1958[6]
- Addolorata, 1967.[6]

Aracena (Huelva)
- Cristo del Sangue legato, 1943[3][7]
- Sant'Antonio Abate, 1943[3]
- Dos Sayones, 1945[3]
- Madonna del Carmine 1967.[3]

Ayamonte (Huelva)
- Ritratto di Andrea Valdés, 1928[8]
- Ritratto di Miguel Valdés, 1928[8]
- Ritratto di Alberto Vélez e Signora, 1931[8]
- Ritratto di Trinidad Navarro, 1931[8]
- Venere nuda, 1931[8]
- Ritratto di Margarita Moreno, 1932[8]
- San Francesco, 1937[9]
- Cristo Giacente, 1938[3]
- Cristo de la Vera Cruz, 1940[3][10]
- Sant'Antonio Abate, 1943[3]
- Gesù della Passione, 1941[3][11]
- Madonna della Pace, 1944[3]
- Cristo Giacente, 1946[3]
- Sant'Antonio, 1950[3]
- Cristo delle Acque, 1957[3][12]
- Gesù in Preghiera con Angelo, 1968[3]
- Virgen del Buen Fin, 1970[3]
- Madonna del Rosario, 1972[3][13]
- Cristo Prigioniero, 1973[3]
- Cavallo, 1973[3]
- Longino, 1973[3]
- Suor Ángela de la Cruz, 1984.[3]

Beas (Huelva)
- Gesù dell'Amarezza, 1943[5][14]
- Simone Cireneo, 1943[5]
- Gesù Prigioniero, 1947[5]
- Gesù Risorto, 1967.[2]

Bodonal de la Sierra (Badajoz)
- Cristo delle Sette Parole, 1971.[2]

Cáceres
- Cristo, 1955.[15]

Cartaya (Huelva)
- Madonna del Rosario, 1939[2]
- San Sebastiano, 1942[2]
- Madonna dell'Amarezza, 1951[2]
- Santísimo Cristo de la Vera Cruz, 1954[3]
- Madonna della Mercede, 1967.

Ciudad Rodrigo (Salamanca)
- San Giuseppe, 1962[3]
- Cuore di Gesù, 1962.[2]

Corteconcepción (Huelva)
- Madonna dei Dolori, 1958.[2]

El Campillo (Huelva)
- Crocefisso, 1967.[3]

El Cerro de Andévalo (Huelva)
- Calvario en el Retablo, 1953[2]
- Madonna dell'Andévalo, 1953[2]
- Virgen de Albricias, 1958[2]
- Nazareno, 1969[2]
- Suor Ángela de la Cruz, 1984.

Galaroza (Huelva)
- Cristo del Murtiga, 1951.[3]

Gibraleón (Huelva)
- Madonna della Solitudine, 1947[5]
- Madonna del Perpetuo Soccorso, 1968[5]
- Cristo, 1978.[5]

Huelva
- Primeras Obras del Campo, 1924[16]
- Madonna della Vittoria, 1940
- Gesù dell'Umiltà, 1942[3]
- Nostra Signora della Pace, 1943[3]
- Angelo della Preghiera nell'Orto, 1943[3][17]
- Cristo Giacente, 1943[5]
- Madonna della Solitudine, 1944[5]
- Gesù delle Pene nelle sue Tre Cadute, 1945[3][18]
- Veronica, 1945[3]
- Cristo della Vittoria, 1945[3][19]
- Cristo del Perdono, 1946[3]
- Cristo dell'Ingresso Trionfale, 1946[3]
- Bambino con Palma, 1946[3]
- Cristo dell'Amore, 1949[3]
- Madonna degli Angeli, 1949[3]
- Maria Santissima dell'Amore, 1949[3]
- Cristo del Sangue, 1950[3]
- San Giovanni Evangelista, 1951[3]
- Madonna della Rassegnazione nei Dolori, 1952[3]
- Deposizione, 1952-1953[3]
- Nostra Signora del Rosario, 1954[3]
- Madonna della Valle, 1956[3]
- Madonna di Montemayor, 1956[3]
- San Cristoforo, 1956[3]
- Madonna della Rugiada, 1958[3]
- Madonna delle Angosce, 1958[5][20]
- San Giovanni di Dio, 1959[21]
- Madonna della Grazia, 1960[5]
- Madonna della Rugiada, 1961
- San Giovanni Battista, 1963[3][22]
- Madonna dell'Amarezza, 1967[9]
- Cristo, 1967[5]
- Cuore di Gesù, 1967[3]
- Madonna dei Miracoli, 1967[23]
- Beato Giovanni d'Avila, 1967[24]
- Cristo della Chiesa della Concezione, 1968[5]
- Cristo, 1968[25]
- Madonna del Carmine, 1968[25]
- Cristo, 1972[9]
- Cuore di Gesù, 1972[9]
- Santa Maria Madre della Chiesa, 1973[3]
- Gesù del Calvario, 1973[5][26]
- Gesù Prigioniero, 1974[3][27]
- Cristo della Fede, 1975[3]
- Cristo, 1975[5]
- Madonna con Bambino, 1975[5]
- Crocefisso, 1975[3][28]
- Cristo, 1977[5]
- Crocefisso, 1979[3][29]
- Madonna del Rifugio, 1983
- Cireneo, 1983[3]
- Gesù Prigioniero, 1985[5]
- Busto di madame Cazenave, 1985.[16]

Isla Cristina (Huelva)
- Nazareno, 1941.[3]

Jerez de los Caballeros (Badajoz)
- Cristo e l'Angelo della Preghiera nell'Orto, 1956[3]
- Deposizione, 1957[3]
- Madonna dell'Incarnazione, 1966[3]
- Cuore di Gesù, 1967[30]
- Crocefisso, 1969[9]
- Madonna della Salute, 1970.[9]

La Fuente de San Esteban (Salamanca)
- Santo Stefano, 1961[2]
- Cuore di Gesù, 1963[2]
- Cuore di Maria, 1963.[2]

La Nava (Huelva)
- Cristo dei Pellegrini o delle Virtù, 1967.[5]

La Puebla de Cazalla (Siviglia)
- Madonna delle Virtù, 1953.[2][31]

La Zarza (Huelva)
- Cristo del Perdono, 1947[2]
- Santa Barbara, 1950[2]
- Madonna dell'Amarezza, 1956[2]
- Sant'Agostino 1956[2]
- San Francesco Saverio, 1956.[2]

Lepe (Huelva)
- San Francesco Saverio, 1954[2]
- Madonna del Carmine, 1954[5]
- Madonna della Pace, 1966[5]
- Cristo, 1969[2]
- Madonna del Carmine, 1969[2]
- Cristo Prigioniero, 1980[5]
- Gruppo dell'Asinello, 1980.[5]

Lucena del Puerto (Huelva)
- Madonna della Rugiada, 1942[2]
- Madonna della Consolazione nei Dolori, 1948[2]
- Gesù del Gran Potere, 1948[2]
- Madonna della Luce, 1956.[32]

Madrid
- Ritratto di Luna, 1930[33]
- Madonna dell'Aria, 1967[2]
- Cristo, 1967.[2]

Minas de Riotinto (Huelva)
- Cristo, 1947[2]
- Immacolata, 1951.[2]

Moguer (Huelva)
- Gesù Nazareno, 1938[5][34]
- San Giovanni Evangelista, 1940[5]
- Madonna dei Dolori, 1944[5]
- Cireneo, 1947[5]
- Cristo Giacente della Pace Eterna, 1962[5]
- San Francesco d'Assisi, 1963[3]
- Cristo dell'Amore e Angelo della Preghiera nell'Orto, 1975.[5]

Nerva (Huelva)
- Madonna Addolorata, 1967.[2]

Niebla (Huelva)
- Immacolata, 1963[2]
- San Barnaba, 1967.

Palos de la Frontera (Huelva)
- Cristo del Maggior Dolore, 1962[35]
- Madonna dei Miracoli della Rábida, 1966[35][36][37][38]
- San Giorgio, 1976.[2]

Puebla de Guzmán (Huelva)
- Santa Lucia, 1953[2]
- Nazareno, 1967.[2]

Puebla de Sancho Pérez (Badajoz)
- Cristo legato alla colonna 1966[2]
- Maria Santissima del Maggior Dolore, 1968[2]
- Gesù in Preghiera nell'Orto, 1971.[2]

Salamanca
- Madonna dei Miracoli della Rábida, 1965.[8][36]

Sancti-Spíritus (Salamanca)
- Cristo, 1962.[2]

Sanlúcar de Guadiana (Huelva)
- Madonna della Rábida, 1938.[2][39]

Santa Bárbara de Casa (Huelva)
- Santa Barbara, 1967.

Siviglia
- Ritratto di José Vázquez, 1936[40][41]
- Cristo, 1967.[9]

Tenerife
- Madonna del Nastro, 1965.[2]

Trigueros (Huelva)
- Sant'Antonio Abate, 1979.[5]

Vélez-Málaga (Málaga)
- Sant'Antonio, 1967.

Villablanca (Huelva)
- Cristo dell'Amore, 1977.[2]

Villanueva de los Castillejos (Huelva)
- Immacolata, 1950.[3]

Villanueva del Río y Minas (Siviglia)
- Madonna della Salute, 1967.[5]

Villarrasa (Huelva)
- Sant'Isidoro, 1967.

#### Belgio
Bruxelles
- Cristo, 1965.[8]

#### Stati Uniti
Stamford (Connecticut)
- San Massimiliano, 1978.[3]